# Uroxys corniculatus
Uroxys corniculatus är en skalbaggsart som beskrevs av Edgar von Harold 1880. Uroxys corniculatus ingår i släktet Uroxys och familjen bladhorningar. Inga underarter finns listade i Catalogue of Life.